# Bordils
Bordils és un municipi empordanès adscrit a la comarca del Gironès.

## Geografia
- Llista de topònims de Bordils (Orografia: muntanyes, serres, collades, indrets..; hidrografia: rius, fonts...; edificis: cases, masies, esglésies, etc).

El terme de Bordils és de 7,2 km², totalment planer, des de la carretera de Palamós al riu Ter, dels quals una tercera part està cobert per pollancres i arbres de ribera.

## Història

### Cronologia
- Any 990 - El nom del poble constava sota la grafia de Burdilis què podria provenir de borda un element agrícola.
- Any 1220 - El poble era una fortalesa emmurallada que va arribar a tenir quatre entrades anomenats portalets.
- Any 1462 - El pla de Bordils va ser escenari d'una batalla entre les forces de la Generalitat de Catalunya comandades per Bernat Gilabert de Cruïlles i les forces reialistes comandades per Pere Rocabertí, en el marc de la Guerra Civil Catalana.
- Any 1651 - Van morir catorze persones per a conseqüència de la pesta.
- Any 1808 - Guerra del Francès, a Bordils hi va haver moltes víctimes i destrosses.
- Any 2010 - Bordils s'adhereix a l'Associació de Municipis per la Independència.

### Demografia
| 1497 | 1515 | 1553 | 1787 | 1887 | 1900 | 1920  | 1950  | 1970  | 2010  | 2024  |
| 50   | 54   | 53   | 438  | 870  | 902  | 1.128 | 1.007 | 1.184 | 1.715 | 1.804 |

## Llocs d'interès
- Església de Sant Esteve, d'estil gòtic tardà
- Nucli antic de Bordils
- Séquia Vinyals
- El molí de Bordils
- Safareig públic "El Rentador"

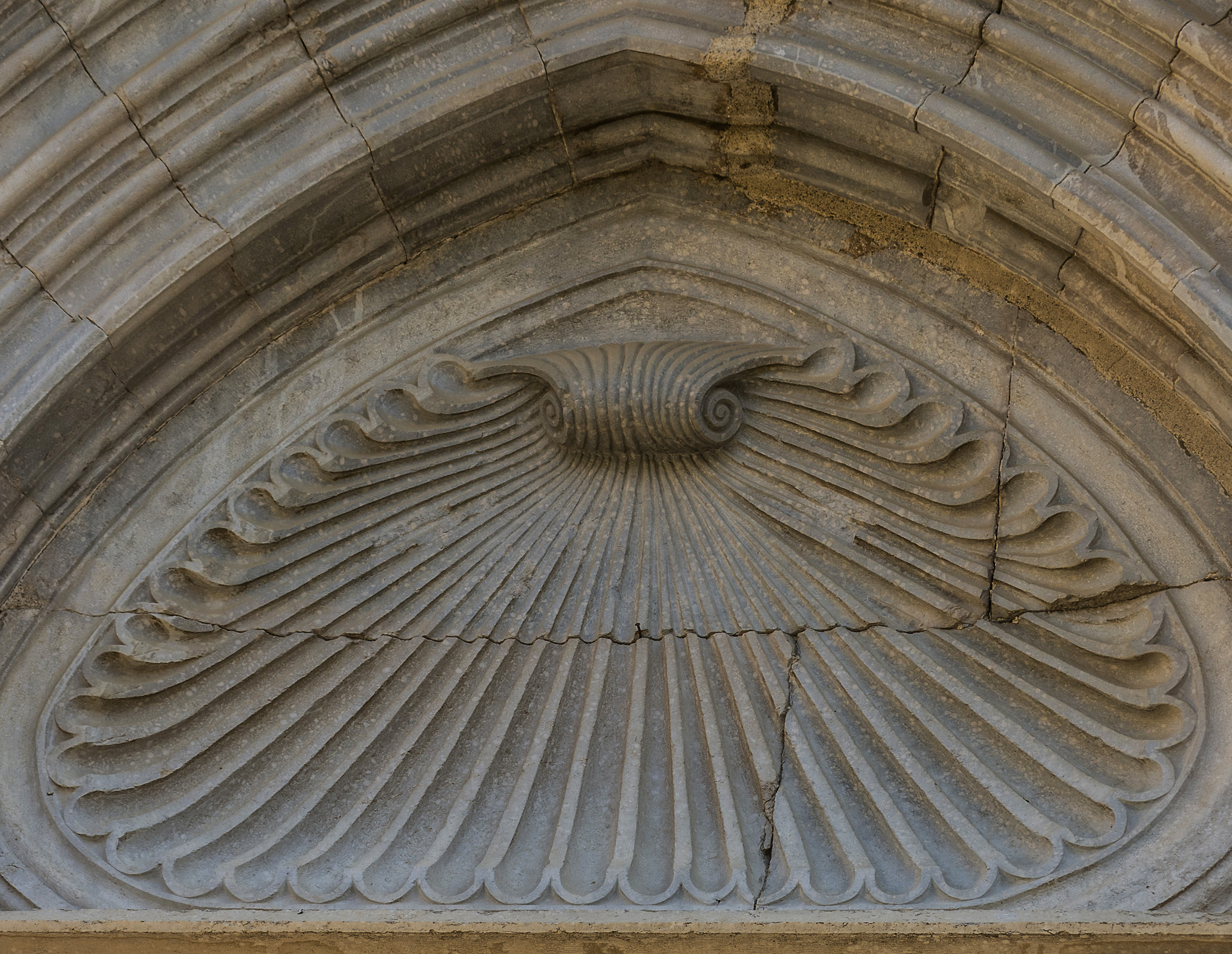
Detall de Sant Esteve
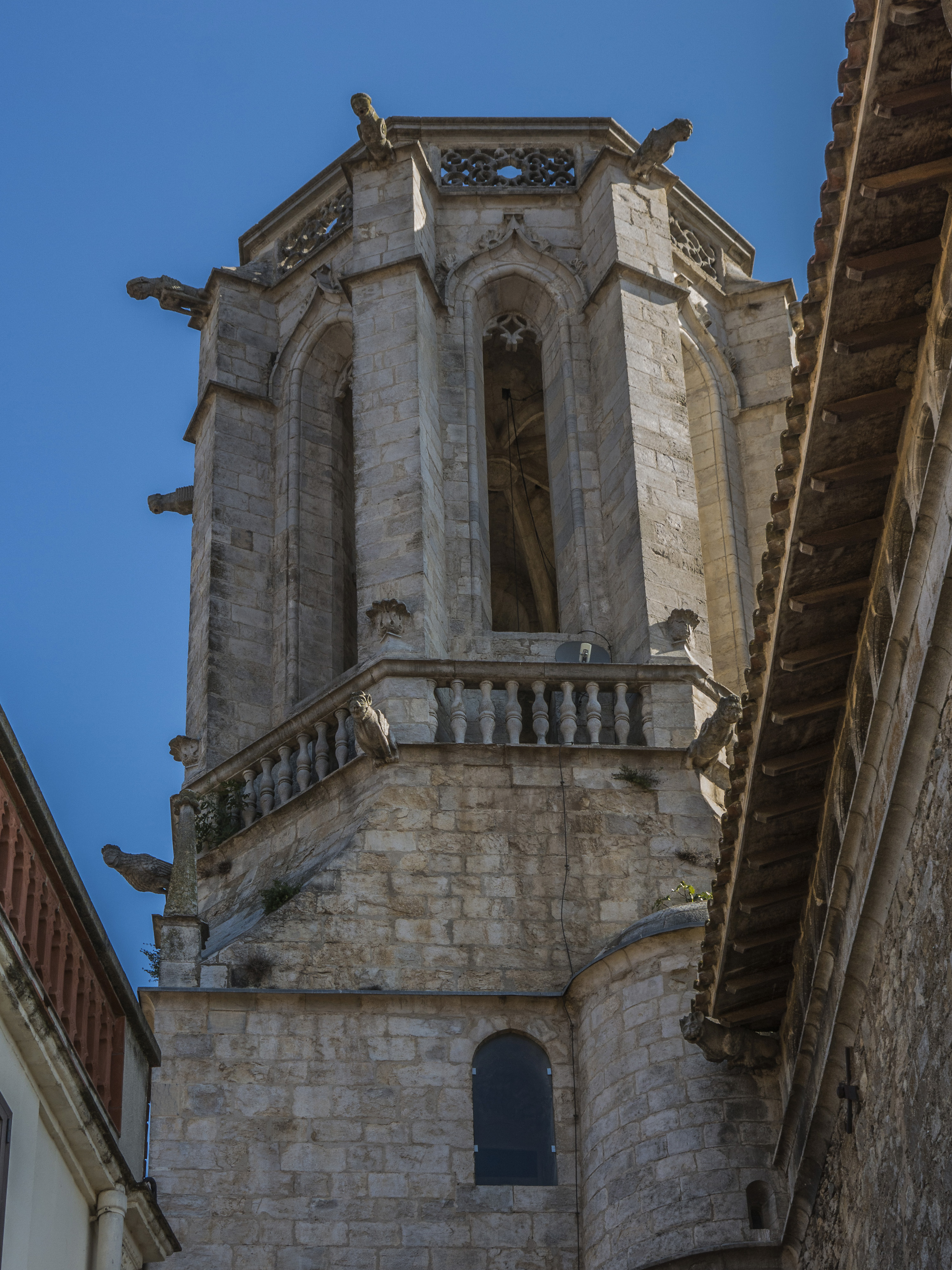
Sant Esteve
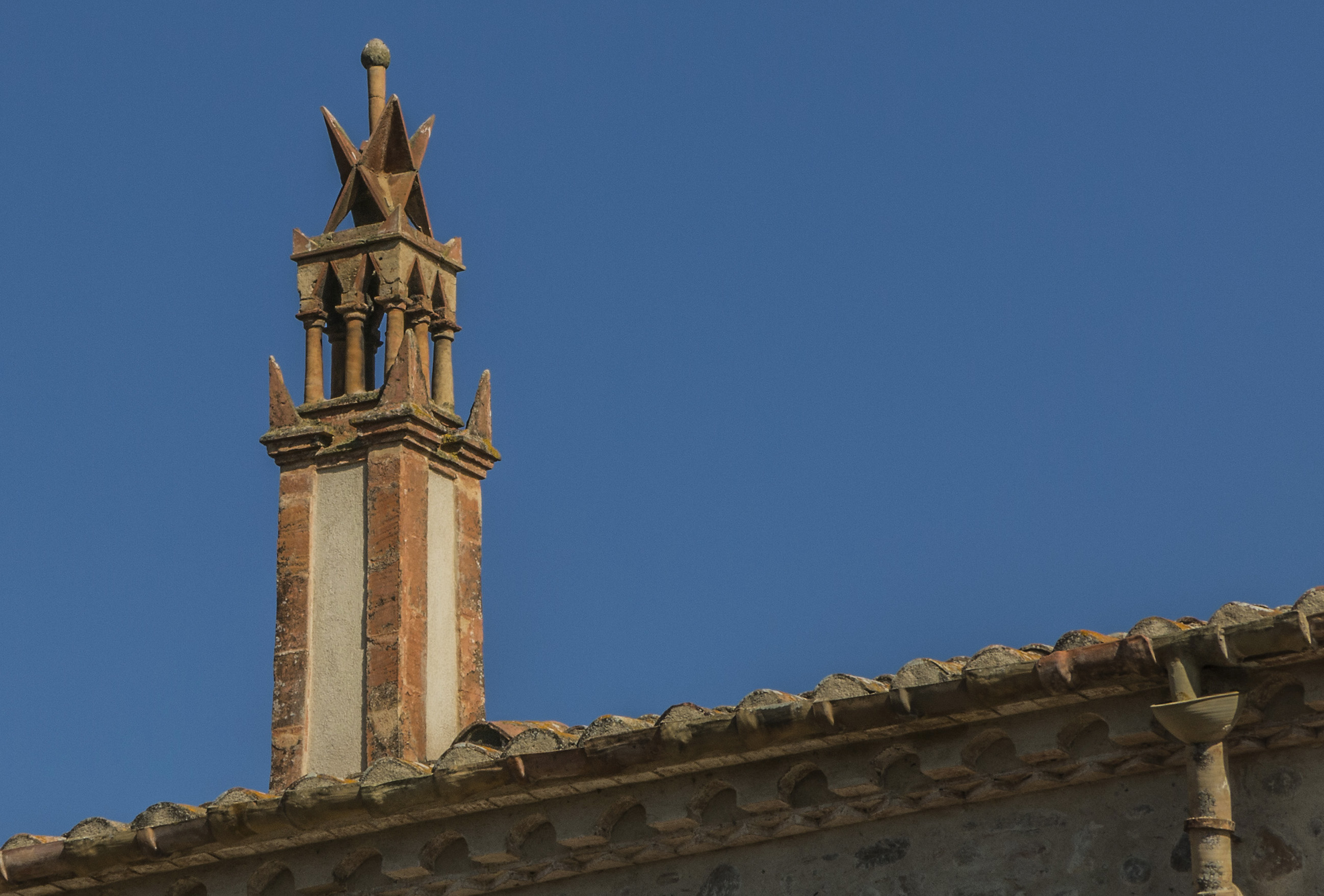
Detall constructiu a Bordils

## Cultura

### Penya Blaugrana
Bordils com altres pobles té una penya blaugrana on s'hi poden veure partits del Barça en la seu social, aplec de sardanes del primer diumenge de març, organitzar desplaçaments al Camp Nou.
- Lloc de la seu social: Bar Can Plata

### Ateneu Popular la Pioixa
L'Ateneu Popular La Pioixa va néixer l'any 2000 amb l'objectiu i el compromís de lluita i conscienciar per aconseguir l'alliberament nacional i social dels Països Catalans i també és un punt de trobada, on la gent pot parlar, jugar al futbolí, fer la botifarra, llegir premsa alternativa, assabentar-se de les mobilitzacions i un servei de bar on tots els diners són destinats a l'autofinançament, a l'organització d'activitats vàries. L'Associació ha organitzat xerrades, concerts, festes solidàries, sopars, entre d'altres. L'Ateneu Popular està situada al Carrer Almeda, darrere la Pista vella.

### Jovent de Bordils
El Jovent de Bordils és una associació formada per joves del poble i de la rodalia que es va crear l'any 1975. És una organització sense ànim de lucre, que estima el poble i que treballa per ell. El Jovent de Bordils s'encarrega d'organitzar festes i actes com els Reis, la festa major, la festa petita i també participen en activitats col·lectives com la fira d'entitats i formem part activa amb altres entitats.

### Zona Jove de la Llera del Ter
La Zona Jove de la Llera del Ter és una organització de l'Àrea de Joventut que intenten abraçar per tal d'oferir serveis a la gent jove, activitats, tallers i sortides i també informen de temes com habitatge, estudis on disposen d'un local com a espai de trobada a quatre pobles de la llera del ter (Bordils, Flaçà, Sant Jordi Desvalls i Sant Joan de Mollet).

### El bordilenc, el pollancre de Bordils
Tenim notícia que hi ha Bordilencs des del s. XIX. Això no obstant, l'origen del Bordilenc és confús: hi ha qui diu que va nàixer espontàniament a les ribes del Ter en l'encreuament fortuït d'entre varietats de populus nigra salvatge i auctòctones de la zona. Per altra banda, hi ha qui sosté que es va crear a partir d'un encreuament d'un populus nigra de la zona i el populus nigra italià.
En el pla paisatgístic, econòmic i identitari el bordilenc ha tingut un paper important en la història de Bordils. Bordils sempre fou un poble abocat al cultiu d'arbres. Això té una bona raó: La zona pel conreu de pollancres era, i encara és, immillorable. Temps enrere, en absència dels pantans de Sau i Susqueda, el Ter en les èpoques de pluja inundava una zona considerable de Bordils on espontàniament creixien pollancres. Cal tenir present, que la fusta del pollancre era molt preuada. Era una fusta molt útil per la construcció, ja que no hi havia gaire fusta recta —el pi encara no s'havia introduït i el castanyer era un disbarat talar-lo per construir quan era una font d'aliment.
Per tant, el conreu del bordilenc era una font de riqueses només accessible per pocs pobles amb una determinada morfologia. Bordils i Tordera en són exemples.
Tanmateix, les excel·lents aptituds naturals de la fusta del bordilenc resultaren insuficients davant d'hibridacions més productives i amb funcions més específiques que, progressivament, anaren substituint el seu conreu fins a quedar-ne ben pocs.
Dit de volada: apareixen fustes més bones per la construcció i en l'elaboració de caixes s'opta per utilitzar planxes de fusta prima, les quals no són possibles per les característiques del bordilenc.
Fa uns 30-20 anys es talà l'últim Bordilenc i alguns homes es mobilitzaren per tal de reintroduir-lo. Es va anar a buscar un arbre a Saragossa on encara l'utilitzen per encreuaments i es va plantar just davant l'ajuntament.
Així doncs, la poca adaptabilitat del Bordilenc, i del pollancre en general, resulta incompatible amb les exigències del mercat actual.Tanmateix, el paisatge de Bordils, definit pel conreu del pollancre, sembla que té un futur menys incert: L'ajuntament de Bordils, fa cosa d'uns 150 anys, es dedicà a netejar la zona abrupta i salvatge —per bé que summament fèrtil— de la riba del Ter. Tan bon punt avançaven un tros el dividien entre els 50 focs de Bordils. És a dir, que totes les cases hi pogueren plantar, renglera a renglera, pollancres. Aquesta fragmentació del territori ha perdurat fins als nostres dies. Així doncs, els propietaris d'aquestes rengleres de pollancres tan sols hi poden plantar pollancres, ja que la terra en si és la més propícia i el tros queda limitat i ombrívol pels altres pollancres fent impossible un conreu extensiu.
El símbol i la poda simbòlica.
Cal tenir present que l'escut del poble és anterior a l'aparició del bordilenc. En l'escut trobem la imatge d'un pollancre autòcton de forma allargada. En canvi, el bordilenc fa una copa rodona. De totes maneres, l'arbre de l'ajuntament —que és un bordilenc— es poda donant-li forma allargada com el representat a l'escut.

## Esports

### Club d'Handbol Bordils
El Club d'Handbol Bordils és un club esportiu i social on es juga handbol i voleibol.
El 1961 una colla de joves van començar a jugar a handbol per primer cop al poble de Bordils, un esport que poca gent sabia que existia. Poc després l'Handbol Bordils es va anar coneixent per altres pobles i comarques. Els equips d'handbol han estat gairebé sempre masculins. El 1992 va aparèixer la secció de voleibol femení. Al 2013 l'equip de handbol va aconseguir l'ascens històric a la segona divisió masculina (Divisió Honor Plata).

### Club Atlètic Bordils
El Club Atlètic Bordils és un grup d'excursionistes que organitzen diverses activitats durant l'any. La programació consta de matinals a indrets relativament propers a Bordils, i d'altres sortides d'un dia de durada o de cap de setmana. S'han dut a terme excursions al Pirineu, serralada litoral catalana, al Montseny, etc.
Des de l'any 1979, també organitza una marxa popular de caràcter anual.